# Бишовец, Иван Никитович
Иван Никитович Бишовец иногда Бышовец (25.05.1920, Ядловка, Козелецкий уезд, Черниговская губерния — 04.10.1989, Чимкент, КазССР, СССР) — командир расчёта 120-мм миномёта 617-го стрелкового полка 199-й стрелковой дивизии 49-й армии 2-го Белорусского фронта, младший сержант — на момент представления к награждению орденом Славы 1-й степени. Один из полных кавалеров ордена Славы, награждённых в годы войны четырьмя орденами Славы.

## Биография
Родился 25 мая 1920 года в селе Ядловка Козелецкого уезда Черниговской губернии (ныне село Перемога Барышевского района Киевской области). Потомок местных казаков-украинцев, христиан-степняков Поднепровья с деда-прадеда. 
Окончил начальную школу. Потом трудился в городе Киеве на фабрике «Шелкострой».
В Красной армии с октября 1940 года. Службу проходил на Дальнем Востоке. В боях Великой Отечественной войны с мая 1942 года. На фронте был зачислен в миномётный расчёт подносчиком, затем стал наводчиком. Воевал на Западном, 2-м Белорусском фронтах. Участвовал в освобождении Смоленщины и Белоруссии, громил врага на территории Польши и Германии.
В боях 20-28 марта 1944 года в боях на витебском направлении заряжающий миномёта красноармеец Бишовец проявил себя храбрым и находчивым воином, умело выполнял обязанности всех номеров расчёта, связиста, ездового. Отыскивал и доставлял в критические моменты боеприпасы для отражения контратак противника. Расчёт, в котором он служил, уничтожил за восемь дней боёв до двух взводов немецкой пехоты, два блиндажа, три станковых пулемёта, подавил огонь пушки, миномётной батареи и пяти пулемётов противника. Приказом от 17 мая 1944 года красноармеец Бишовец Иван Никитович награждён орденом Славы 3-й степени.
Летом 1944 года в бою за город Могилёв наводчик 120-мм миномёта младший сержант Бишовец точным огнём рассеял и уничтожил до взвода противников. Приказом от 2 сентября 1944 года младший сержант Бишовец Иван Никитович награждён орденом Славы 2-й степени.
16 апреля 1945 года при овладении аэродромом и городом Гатов командир миномётного расчёта Бишовец вместе с бойцами подавил 2 миномётные батареи, 5 пулемётов и истребил до 20 солдат. Указом Президиума Верховного Совета СССР от 29 июня 1945 года за образцовое выполнение заданий командования в боях с немецко-вражескими захватчиками гвардии младший сержант Бишовец Иван Никитович награждён орденом Славы 1-й степени. Стал полным кавалером ордена Славы.
В 1946 году старшина Бишовец был демобилизован. Работал буровым мастером на Усть-Каменогорской, Иркутской, Волгоградской, Кремечугской ГЭС.
Последние годы жил в городе Чимкенте, работал буровым мастером Турланской геофизической экспедиции. Скончался 4 октября 1989 года. Похоронен в городе Чимкенте.
Награждён орденами Октябрьской Революции, Отечественной войны 1-й степени, Славы 3-х степеней, медалями.
На родине, в селе Барышевка Киевской области установлен его барельеф.